# Alcsútdoboz
Alcsútdoboz ist eine ungarische Gemeinde im Kreis Bicske im Komitat Fejér. Die heutige Gemeinde entstand 1950 durch den Zusammenschluss der Orte Alcsút und Vértesdoboz.

## Geografische Lage
Alcsútdoboz liegt 32 Kilometer südwestlich des Zentrums der ungarischen Hauptstadt Budapest, 30 Kilometer nordöstlich des Komitatssitzes Székesfehérvár und 8 Kilometer südwestlich der Kreisstadt Bicske. Nachbargemeinden sind Felcsút, Etyek, Tabajd, Vértesacsa, Vértesboglár und Bodmér.

## Geschichte

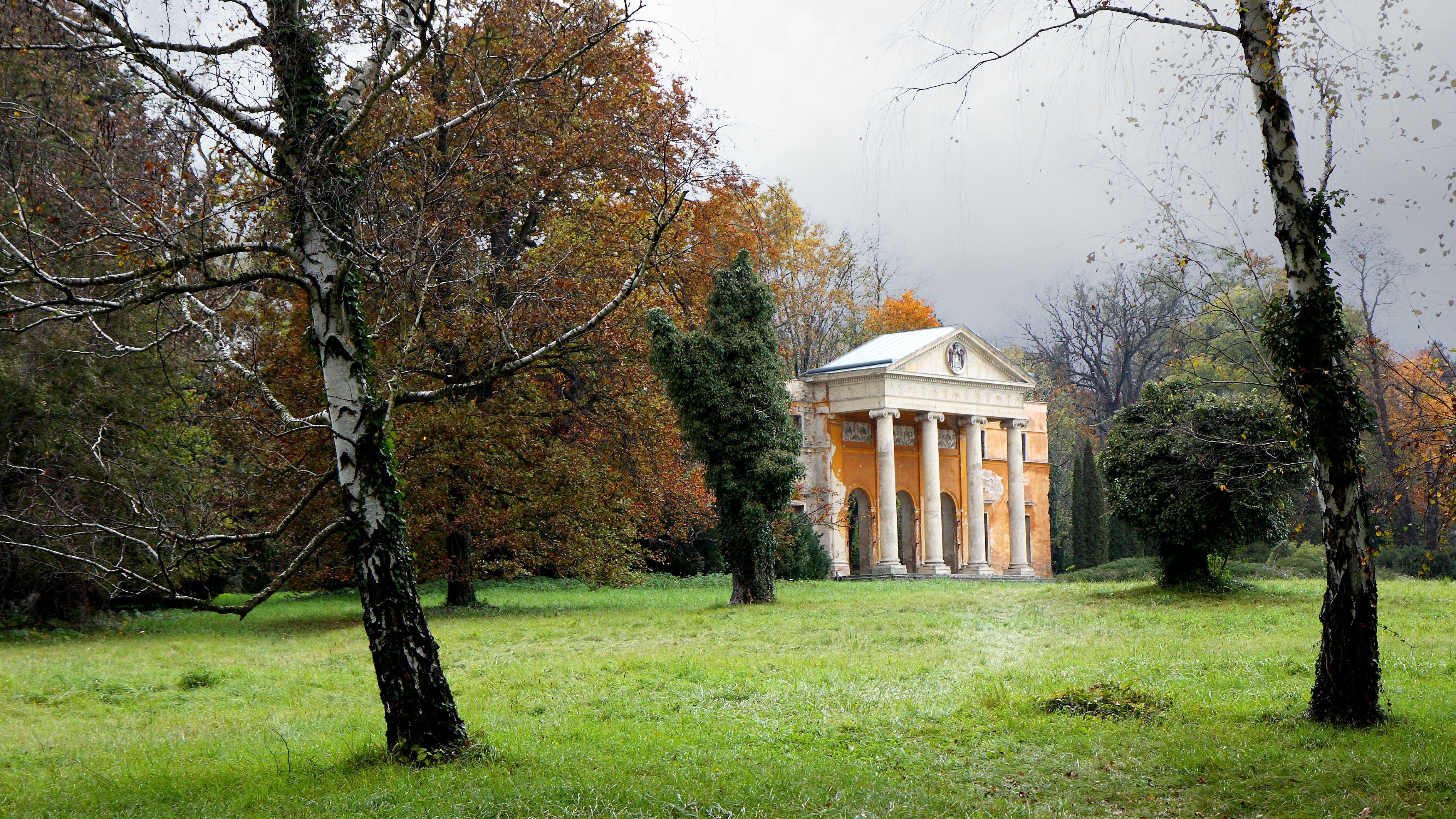
Reste des zerstörten Schlosses im Alcsúter Schlosspark (Arboretum).

Alcsútdoboz und seine Umgebung war von der Steinzeit hinaus bis heute bewohnt. Archäologische Funde aus der Bronzezeit und der Römerzeit konnten in Göböljáráspuszta und auf dem Gebiet des Schlosses freigelegt werden. Die erste bekannte urkundliche Erwähnung stammt aus dem Jahre 1365.
Im Jahr 1819 ernannte Kaiser Franz II. seinen jüngeren Bruder Erzherzog Joseph Anton Johann von Österreich zum Statthalter von Ungarn, die ungarische Landesversammlung wählte ihn 1796 zum Palatin. Palatin Joseph Anton hatte große Verdienste im Aufschwung des wirtschaftlichen und kulturellen Lebens in Ungarn. Er gilt als Begründer des ungarischen Zweiges der Familie Habsburg-Lothringen.
Das Schloss Alcsút wurde für ihn zwischen 1819 und 1827 nach den Plänen des Architekten Mihály Pollack (1773–1855) errichtet. Das Schloss wurde nach dem Zweiten Weltkrieg zerstört, nur der mit Säulen geschmückte Eingang (Portikus) steht noch. Der Park um das Sommerhaus des Palatins wurde nach 1825 im Stil eines englischen Gartens entworfen. Der Schlosspark wird auch durch seltene Pflanzen bereichert (Arboretum).
Über die Flora des Gutes in Alcsút und über die in Fiume durchgeführten Experimente in der Pflanzenzucht berichtete Erzherzog Joseph Karl Ludwig von Österreich in wissenschaftlichen Publikationen. Seinen Rang unter den europäischen Gelehrten erreichte er auch dadurch, dass er sich mit der Folklore und der Sprache der Zigeuner beschäftigte. Die ersten Ansätze zur „Lösung der Zigeunerfrage“ in Ungarn sind mit seinem Namen verbunden.

## Söhne und Töchter der Gemeinde
- Maria Dorothea von Österreich (1867–1932), Mitglied aus dem Hause Habsburg-Lothringen und durch Heirat Herzogin von Orléans
- Margarethe Klementine von Österreich (1870–1955), Mitglied des Hauses Habsburg-Lothringen und durch Heirat Fürstin von Thurn und Taxis
- Joseph August von Österreich (1872–1962), Angehöriger des Hauses Habsburg-Lothringen
- Ladislaus Philipp von Österreich (1875–1895), Prinz des Hauses Habsburg-Lothringen und Offizier der österreichischen Armee
- Elisabeth Henriette von Österreich (1883–1958), Angehörige des Hauses Habsburg-Lothringen
- Ferenc Györök (1928–2001), Offizier der Volksrepublik Ungarn

## Verkehr
Durch Alcsútdoboz verläuft die Hauptstraße Nr. 811. Auf diese treffen in der Gemeinde die Landstraßen Nr. 8106 und Nr. 8111. Der nächstgelegene Bahnhof befindet sich nördlich in Bicske.